# Kamil Tomaszuk
Kamil Tomaszuk (ur. 12 września 1992 w Hajnówce) – polski tenisista stołowy oraz trener medalista Mistrzostw Polski w kategoriach młodzieżowych. W karierze seniorskiej występował w lidze polskiej, niemieckiej, holenderskiej, francuskiej i szwedzkiej. 

## Kariera sportowa
Jest wychowankiem UKS Kolejarz Czeremcha, następnie wraz z rodziną przeniósł się do Siedlec, gdzie zaczął reprezentować barwy tamtejszej Pogoni, zdobył w niej swój pierwszy medal Mistrzostw Polski w drużynie razem z Hubertem Byszewskim. Kolejnymi klubami była MLKS Ostródzianka Ostróda oraz GLKS Nadarzyn, w których zdobył Mistrzostwo Polski w deblu w parze z Tomaszem Wiśniewskim i brąz w drużynie z Jakubem Wlizło oraz Krzysztofem Zielińskim. Kolejne 3 sezony spędził grając w polskiej 1 lidze w klubach KS Krotosz Krotoszyn, Strzelec Frysztak oraz KS AZS-AWFiS Gdańsk. Następnie przeniósł się na występy w ligach europejskich. Z zespołem pay pro DTK Klazienaveen zdobył 4. miejsce w rozgrywkach holenderskiej ekstraklasy. Następne 3 lata reprezentował barwy niemieckich klubów Dresden Mitte oraz Stahl Blankenburg. Od 2017 roku równolegle reprezentuje barwy francuskiego Villers-Bretonneux oraz szwedzkiego BTK Norbergs.

## Wykształcenie oraz praca trenerska
Podczas trwania kariery sportowej ukończył studia na Uniwersytecie SWPS w Sopocie uzyskując tytuł magistra psychologii. Później pełnił tam rolę wykładowcy Fakultetu Psychologii Sportu.
Aktualnie pracuje jako psycholog między innymi asystując sztabowi trenerskiemu Męskiej Reprezentacji Polski Seniorów podczas zgrupowań kadry. Jego praca została doceniona przez wgląd na wsparcie w treningu psychologicznym, którego udzielił aktualnie najlepszemu tenisiście stołowemu w Polsce Jakubowi Dyjasowi..
Podczas trwającej współpracy Jakub zdobył między innymi dwa razy tytuł indywidualnego Mistrza Polski Seniorów (2018 Raszków/2020 Białystok). Mistrzostwo Bundesligi oraz Puchar Niemiec z drużyną Liebherr Ochsenhausen w sezonie 2018/19, Wicemistrzostwo Bundesligi także z zespołem Liebherr Ochsenhausen (2019/20), Mistrzostwo Polski z drużyną Dekorglass Działdowo oraz uzyskał tytuł Wicemistrza Europy w deblu w parze z Cedric Nuytinck  (Warszawa 2020/21).